# Liste der Nummer-eins-Hits in der Schweiz (2006)
Dies ist eine Liste der Nummer-eins-Hits in der Schweiz im Jahr 2006. Sie basiert auf den Top 100 Singles und Top 100 Alben der offiziellen Schweizer Hitparade. Es gab in diesem Jahr 16 Nummer-eins-Singles und 27 Nummer-eins-Alben.

## Singles
| ← 2005 ← | Liste der Nummer-eins-Hits in der Schweiz | Liste der Nummer-eins-Hits in der Schweiz | Liste der Nummer-eins-Hits in der Schweiz | 2007 →                    |
| \| Zeitraum \| Wo. ges. \| Interpret \| Titel Autor(en) \| Zusätzliche Informationen \| \| (Zeitraum, Wochen auf Platz eins, Interpret, Titel, Autor[en], zusätzliche Informationen) \| \| \| \| \| \| ----------------------------------------------------------------------------------------- \| -------- \| --------------------------- \| ----------------------------------------------------------------------------------------------------------------------------------------------------------------------------- \| ------------------------- \| \| 20. November 2005 – 7. Januar 2006 7 Wochen \| 7 \| Madonna \| Hung Up Björn K. Ulvaeus, Benny Goran Bror Andersson, Stuart David Price, Madonna L. Ciccone \| – \| \| 8. Januar 2006 – 11. Februar 2006 5 Wochen \| 5 \| Mattafix \| Big City Life Preetesh Hirji, Marlon Roudette \| – \| \| 12. Februar 2006 – 25. März 2006 6 Wochen \| 6 \| Eros Ramazzotti & Anastacia \| I Belong to You (Il ritmo della passione) Eros Ramazzotti, Claudio Guidetti, Kara DioGuardi, Giuseppe Rinaldi, Anastacia L. Newkirk \| – \| \| 26. März 2006 – 8. April 2006 2 Wochen (insgesamt 3) \| 3 \| Kelly Clarkson \| Because of You Kelly Brianne Clarkson, Ben Moody, David Hall Hodges \| – \| \| 9. April 2006 – 22. April 2006 2 Wochen \| 2 \| Tobias Regner \| I Still Burn Peter John Wright, Jess Clayton Cates \| – \| \| 23. April 2006 – 29. April 2006 1 Woche (insgesamt 3) \| 3 \| Kelly Clarkson \| Because of You Kelly Brianne Clarkson, Ben Moody, David Hall Hodges \| – \| \| 30. April 2006 – 17. Juni 2006 7 Wochen \| 7 \| Shakira feat. Wyclef Jean \| Hips Don’t Lie Omar Alfanno, Jerry Duplessis, Wyclef Jean, Shakira Isabel Mebarak, Latavia Chufon Parker, Luis Diaz \| – \| \| 18. Juni 2006 – 24. Juni 2006 1 Woche (insgesamt 6) \| 6 \| Gnarls Barkley \| Crazy Musik: Brian Joseph Burton, Thomas DeCarlo Callaway, Gian Franco Reverberi, Gian Piero Reverberi; Text: Brian Joseph Burton, Thomas DeCarlo Callaway \| – \| \| 25. Juni 2006 – 15. Juli 2006 3 Wochen (insgesamt 6) \| 6 \| Baschi \| Bring en hei Roman Camenzind, Sebastian Bürgin \| – \| \| 16. Juli 2006 – 19. August 2006 5 Wochen (insgesamt 6) \| 6 \| Gnarls Barkley \| Crazy Brian Joseph Burton, Thomas DeCarlo Callaway, Gian Franco Reverberi, Gian Piero Reverberi; Text: Brian Joseph Burton, Thomas DeCarlo Callaway \| – \| \| 20. August 2006 – 16. September 2006 4 Wochen (insgesamt 10) \| 10 \| Rihanna \| Unfaithful Tor Erik Hermansen, Mikkel Storleer Eriksen, Shaffer Smith \| – \| \| 17. September 2006 – 23. September 2006 1 Woche \| 1 \| Robbie Williams \| Rudebox William Earl Collins, Bill O. Laswell, Robert Warren Dale Shakespeare, Edmund Carl Aiken Jr., Daniel Spencer Mould, Kelvin Andrews, Sly Dunbar, Robert Peter Williams \| – \| \| 24. September 2006 – 4. November 2006 6 Wochen (insgesamt 10) \| 10 \| Rihanna \| Unfaithful Tor Erik Hermansen, Mikkel Storleer Eriksen, Shaffer Smith \| – \| \| 5. November 2006 – 18. November 2006 2 Wochen \| 2 \| Scissor Sisters \| I Don’t Feel Like Dancin’ Scott David Hoffman, Jason Sellards, Elton John \| – \| \| 19. November 2006 – 25. November 2006 1 Woche \| 1 \| U2 & Green Day \| The Saints Are Coming Musik: Stuart Adamson; Text: Richard Jobson \| – \| \| 26. November 2006 – 2. Dezember 2006 1 Woche \| 1 \| Christina Aguilera \| Hurt Linda Perry, Mark D. Ronson, Christina Aguilera \| – \| \| 3. Dezember 2006 – 16. Dezember 2006 2 Wochen \| 2 \| Take That \| Patience Gary Barlow, Mark Anthony Owen, Howard Paul Donald, Jason Thomas Orange, John Shanks \| – \| \| 17. Dezember 2006 – 30. Dezember 2006 2 Wochen \| 2 \| Monrose \| Shame Christian Ballard, Andrew Ian Murray, Pete Kirtley, Timothy Hawes \| – \| \| 31. Dezember 2006 – 17. März 2007 11 Wochen \| 11 \| Nelly Furtado \| All Good Things (Come to an End) Nelly Kim Furtado, Timothy Z. Mosley, Floyd Nathaniel Hills, Christopher Anthony John Martin \| – \| |                                           |                                           | |                           |
| ← 2005 |                                           |                                           | | → 2007 →                  |
| Zeitraum | Wo. ges.                                  | Interpret                                 | Titel Autor(en) | Zusätzliche Informationen |
| (Zeitraum, Wochen auf Platz eins, Interpret, Titel, Autor[en], zusätzliche Informationen) |                                           |                                           | |                           |
| 20. November 2005 – 7. Januar 2006 7 Wochen | 7                                         | Madonna                                   | Hung Up Björn K. Ulvaeus, Benny Goran Bror Andersson, Stuart David Price, Madonna L. Ciccone                                                                                  | –                         |
| 8. Januar 2006 – 11. Februar 2006 5 Wochen | 5                                         | Mattafix                                  | Big City Life Preetesh Hirji, Marlon Roudette | –                         |
| 12. Februar 2006 – 25. März 2006 6 Wochen | 6                                         | Eros Ramazzotti & Anastacia               | I Belong to You (Il ritmo della passione) Eros Ramazzotti, Claudio Guidetti, Kara DioGuardi, Giuseppe Rinaldi, Anastacia L. Newkirk                                           | –                         |
| 26. März 2006 – 8. April 2006 2 Wochen (insgesamt 3) | 3                                         | Kelly Clarkson                            | Because of You Kelly Brianne Clarkson, Ben Moody, David Hall Hodges | –                         |
| 9. April 2006 – 22. April 2006 2 Wochen | 2                                         | Tobias Regner                             | I Still Burn Peter John Wright, Jess Clayton Cates | –                         |
| 23. April 2006 – 29. April 2006 1 Woche (insgesamt 3) | 3                                         | Kelly Clarkson                            | Because of You Kelly Brianne Clarkson, Ben Moody, David Hall Hodges | –                         |
| 30. April 2006 – 17. Juni 2006 7 Wochen | 7                                         | Shakira feat. Wyclef Jean                 | Hips Don’t Lie Omar Alfanno, Jerry Duplessis, Wyclef Jean, Shakira Isabel Mebarak, Latavia Chufon Parker, Luis Diaz                                                           | –                         |
| 18. Juni 2006 – 24. Juni 2006 1 Woche (insgesamt 6) | 6                                         | Gnarls Barkley                            | Crazy Musik: Brian Joseph Burton, Thomas DeCarlo Callaway, Gian Franco Reverberi, Gian Piero Reverberi; Text: Brian Joseph Burton, Thomas DeCarlo Callaway                    | –                         |
| 25. Juni 2006 – 15. Juli 2006 3 Wochen (insgesamt 6) | 6                                         | Baschi                                    | Bring en hei Roman Camenzind, Sebastian Bürgin | –                         |
| 16. Juli 2006 – 19. August 2006 5 Wochen (insgesamt 6) | 6                                         | Gnarls Barkley                            | Crazy Brian Joseph Burton, Thomas DeCarlo Callaway, Gian Franco Reverberi, Gian Piero Reverberi; Text: Brian Joseph Burton, Thomas DeCarlo Callaway                           | –                         |
| 20. August 2006 – 16. September 2006 4 Wochen (insgesamt 10) | 10                                        | Rihanna                                   | Unfaithful Tor Erik Hermansen, Mikkel Storleer Eriksen, Shaffer Smith | –                         |
| 17. September 2006 – 23. September 2006 1 Woche | 1                                         | Robbie Williams                           | Rudebox William Earl Collins, Bill O. Laswell, Robert Warren Dale Shakespeare, Edmund Carl Aiken Jr., Daniel Spencer Mould, Kelvin Andrews, Sly Dunbar, Robert Peter Williams | –                         |
| 24. September 2006 – 4. November 2006 6 Wochen (insgesamt 10) | 10                                        | Rihanna                                   | Unfaithful Tor Erik Hermansen, Mikkel Storleer Eriksen, Shaffer Smith | –                         |
| 5. November 2006 – 18. November 2006 2 Wochen | 2                                         | Scissor Sisters                           | I Don’t Feel Like Dancin’ Scott David Hoffman, Jason Sellards, Elton John | –                         |
| 19. November 2006 – 25. November 2006 1 Woche | 1                                         | U2 & Green Day                            | The Saints Are Coming Musik: Stuart Adamson; Text: Richard Jobson | –                         |
| 26. November 2006 – 2. Dezember 2006 1 Woche | 1                                         | Christina Aguilera                        | Hurt Linda Perry, Mark D. Ronson, Christina Aguilera | –                         |
| 3. Dezember 2006 – 16. Dezember 2006 2 Wochen | 2                                         | Take That                                 | Patience Gary Barlow, Mark Anthony Owen, Howard Paul Donald, Jason Thomas Orange, John Shanks                                                                                 | –                         |
| 17. Dezember 2006 – 30. Dezember 2006 2 Wochen | 2                                         | Monrose                                   | Shame Christian Ballard, Andrew Ian Murray, Pete Kirtley, Timothy Hawes | –                         |
| 31. Dezember 2006 – 17. März 2007 11 Wochen | 11                                        | Nelly Furtado                             | All Good Things (Come to an End) Nelly Kim Furtado, Timothy Z. Mosley, Floyd Nathaniel Hills, Christopher Anthony John Martin                                                 | –                         |

## Alben
| ← 2005 ← | Liste der Nummer-eins-Hits in der Schweiz | Liste der Nummer-eins-Hits in der Schweiz | Liste der Nummer-eins-Hits in der Schweiz | 2007 →                    |
| \| Zeitraum \| Wo. ges. \| Interpret \| Titel \| Zusätzliche Informationen \| \| (Zeitraum, Wochen auf Platz eins, Interpret, Titel, zusätzliche Informationen) \| \| \| \| \| \| ------------------------------------------------------------------------------ \| -------- \| -------------------------------- \| ----------------------------- \| ------------------------- \| \| 18. Dezember 2005 – 4. Februar 2006 7 Wochen (insgesamt 8) \| 8 \| Robbie Williams \| Intensive Care \| – \| \| 5. Februar 2006 – 18. März 2006 6 Wochen (insgesamt 10) \| 10 \| James Blunt \| Back to Bedlam \| – \| \| 19. März 2006 – 25. März 2006 1 Woche \| 1 \| Sir Colin \| Manhattan (Scratch Da House) \| – \| \| 26. März 2006 – 1. April 2006 1 Woche \| 1 \| Placebo \| Meds \| – \| \| 2. April 2006 – 8. April 2006 1 Woche \| 1 \| DJ BoBo \| Greatest Hits \| – \| \| 9. April 2006 – 15. April 2006 1 Woche \| 1 \| Prince \| 3121 \| – \| \| 16. April 2006 – 22. April 2006 1 Woche \| 1 \| P!nk \| I’m Not Dead \| – \| \| 23. April 2006 – 6. Mai 2006 2 Wochen \| 2 \| Les Enfoirés \| 2006: Le village des Enfoirés \| – \| \| 7. Mai 2006 – 13. Mai 2006 1 Woche \| 1 \| Mark Knopfler and Emmylou Harris \| All the Roadrunning \| – \| \| 14. Mai 2006 – 20. Mai 2006 1 Woche \| 1 \| Gotthard \| Made in Switzerland \| – \| \| 21. Mai 2006 – 24. Juni 2006 5 Wochen \| 5 \| Red Hot Chili Peppers \| Stadium Arcadium \| – \| \| 25. Juni 2006 – 8. Juli 2006 2 Wochen (insgesamt 3) \| 3 \| Nelly Furtado \| Loose \| – \| \| 9. Juli 2006 – 15. Juli 2006 1 Woche \| 1 \| Lovebugs \| In Every Waking Moment \| – \| \| 16. Juli 2006 – 12. August 2006 4 Wochen \| 4 \| Muse \| Black Holes and Revelations \| – \| \| 13. August 2006 – 26. August 2006 2 Wochen \| 2 \| Tiziano Ferro \| Nessuno è solo \| – \| \| 27. August 2006 – 9. September 2006 2 Wochen \| 2 \| Christina Aguilera \| Back to Basics \| – \| \| 10. September 2006 – 16. September 2006 1 Woche \| 1 \| Bob Dylan \| Modern Times \| – \| \| 17. September 2006 – 23. September 2006 1 Woche \| 1 \| Lunik \| Preparing to Leave \| – \| \| 24. September 2006 – 7. Oktober 2006 2 Wochen \| 2 \| Plüsch \| Früsch gwäsche \| – \| \| 8. Oktober 2006 – 14. Oktober 2006 1 Woche (insgesamt 3) \| 3 \| Zucchero \| Fly \| – \| \| 15. Oktober 2006 – 21. Oktober 2006 1 Woche \| 1 \| Evanescence \| The Open Door \| – \| \| 22. Oktober 2006 – 4. November 2006 2 Wochen (insgesamt 3) \| 3 \| Zucchero \| Fly \| – \| \| 5. November 2006 – 18. November 2006 2 Wochen \| 2 \| Robbie Williams \| Rudebox \| – \| \| 19. November 2006 – 25. November 2006 1 Woche \| 1 \| Jamiroquai \| High Times: Singles 1992–2006 \| – \| \| 26. November 2006 – 2. Dezember 2006 1 Woche \| 1 \| Laura Pausini \| Io canto \| – \| \| 3. Dezember 2006 – 9. Dezember 2006 1 Woche \| 1 \| U2 \| 18 Singles \| – \| \| 10. Dezember 2006 – 23. Dezember 2006 2 Wochen (insgesamt 4) \| 4 \| Il Divo \| Siempre \| – \| \| 24. Dezember 2006 – 30. Dezember 2006 1 Woche (insgesamt 4) \| 4 \| Monrose \| Temptation \| – \| \| 31. Dezember 2006 – 13. Januar 2007 2 Wochen (insgesamt 4) \| 4 \| Il Divo \| Siempre \| – \| |                                           |                                           |                                           |                           |
| ← 2005 |                                           |                                           |                                           | → 2007 →                  |
| Zeitraum | Wo. ges.                                  | Interpret                                 | Titel                                     | Zusätzliche Informationen |
| (Zeitraum, Wochen auf Platz eins, Interpret, Titel, zusätzliche Informationen) |                                           |                                           |                                           |                           |
| 18. Dezember 2005 – 4. Februar 2006 7 Wochen (insgesamt 8) | 8                                         | Robbie Williams                           | Intensive Care                            | –                         |
| 5. Februar 2006 – 18. März 2006 6 Wochen (insgesamt 10) | 10                                        | James Blunt                               | Back to Bedlam                            | –                         |
| 19. März 2006 – 25. März 2006 1 Woche | 1                                         | Sir Colin                                 | Manhattan (Scratch Da House)              | –                         |
| 26. März 2006 – 1. April 2006 1 Woche | 1                                         | Placebo                                   | Meds                                      | –                         |
| 2. April 2006 – 8. April 2006 1 Woche | 1                                         | DJ BoBo                                   | Greatest Hits                             | –                         |
| 9. April 2006 – 15. April 2006 1 Woche | 1                                         | Prince                                    | 3121                                      | –                         |
| 16. April 2006 – 22. April 2006 1 Woche | 1                                         | P!nk                                      | I’m Not Dead                              | –                         |
| 23. April 2006 – 6. Mai 2006 2 Wochen | 2                                         | Les Enfoirés                              | 2006: Le village des Enfoirés             | –                         |
| 7. Mai 2006 – 13. Mai 2006 1 Woche | 1                                         | Mark Knopfler and Emmylou Harris          | All the Roadrunning                       | –                         |
| 14. Mai 2006 – 20. Mai 2006 1 Woche | 1                                         | Gotthard                                  | Made in Switzerland                       | –                         |
| 21. Mai 2006 – 24. Juni 2006 5 Wochen | 5                                         | Red Hot Chili Peppers                     | Stadium Arcadium                          | –                         |
| 25. Juni 2006 – 8. Juli 2006 2 Wochen (insgesamt 3) | 3                                         | Nelly Furtado                             | Loose                                     | –                         |
| 9. Juli 2006 – 15. Juli 2006 1 Woche | 1                                         | Lovebugs                                  | In Every Waking Moment                    | –                         |
| 16. Juli 2006 – 12. August 2006 4 Wochen | 4                                         | Muse                                      | Black Holes and Revelations               | –                         |
| 13. August 2006 – 26. August 2006 2 Wochen | 2                                         | Tiziano Ferro                             | Nessuno è solo                            | –                         |
| 27. August 2006 – 9. September 2006 2 Wochen | 2                                         | Christina Aguilera                        | Back to Basics                            | –                         |
| 10. September 2006 – 16. September 2006 1 Woche | 1                                         | Bob Dylan                                 | Modern Times                              | –                         |
| 17. September 2006 – 23. September 2006 1 Woche | 1                                         | Lunik                                     | Preparing to Leave                        | –                         |
| 24. September 2006 – 7. Oktober 2006 2 Wochen | 2                                         | Plüsch                                    | Früsch gwäsche                            | –                         |
| 8. Oktober 2006 – 14. Oktober 2006 1 Woche (insgesamt 3) | 3                                         | Zucchero                                  | Fly                                       | –                         |
| 15. Oktober 2006 – 21. Oktober 2006 1 Woche | 1                                         | Evanescence                               | The Open Door                             | –                         |
| 22. Oktober 2006 – 4. November 2006 2 Wochen (insgesamt 3) | 3                                         | Zucchero                                  | Fly                                       | –                         |
| 5. November 2006 – 18. November 2006 2 Wochen | 2                                         | Robbie Williams                           | Rudebox                                   | –                         |
| 19. November 2006 – 25. November 2006 1 Woche | 1                                         | Jamiroquai                                | High Times: Singles 1992–2006             | –                         |
| 26. November 2006 – 2. Dezember 2006 1 Woche | 1                                         | Laura Pausini                             | Io canto                                  | –                         |
| 3. Dezember 2006 – 9. Dezember 2006 1 Woche | 1                                         | U2                                        | 18 Singles                                | –                         |
| 10. Dezember 2006 – 23. Dezember 2006 2 Wochen (insgesamt 4) | 4                                         | Il Divo                                   | Siempre                                   | –                         |
| 24. Dezember 2006 – 30. Dezember 2006 1 Woche (insgesamt 4) | 4                                         | Monrose                                   | Temptation                                | –                         |
| 31. Dezember 2006 – 13. Januar 2007 2 Wochen (insgesamt 4) | 4                                         | Il Divo                                   | Siempre                                   | –                         |

## Jahreshitparaden
| ← 2005 ← | Liste der Nummer-eins-Hits in der Schweiz | Liste der Nummer-eins-Hits in der Schweiz | Liste der Nummer-eins-Hits in der Schweiz | 2007 →   |
| \| Singles \| Position# \| Alben \| \| -------------------------------------------------------------------------------------------------------------------------------------------------------------------------------------- \| --------- \| -------------------------------------- \| \| Hips Don’t Lie Shakira feat. Wyclef Jean Omar Alfanno, Jerry Duplessis, Wyclef Jean, Shakira Isabel Mebarak, Latavia Chufon Parker, Luis Diaz \| 1 \| Stadium Arcadium Red Hot Chili Peppers \| \| Crazy Gnarls Barkley Musik: Brian Joseph Burton, Thomas DeCarlo Callaway, Gian Franco Reverberi, Gian Piero Reverberi; Text: Brian Joseph Burton, Thomas DeCarlo Callaway \| 2 \| Intensive Care Robbie Williams \| \| Love Generation Bob Sinclar presents Goleo VI feat. Gary „Nesta“ Pine Musik: Christophe Le Friant, Alain Wisniak, Jean-Guy Georges Schreiner; Text: Gary D. Pine, Duane Charles Harden \| 3 \| Back to Bedlam James Blunt \| \| Bring en hei Baschi Roman Camenzind, Sebastian Bürgin \| 4 \| Confessions on a Dance Floor Madonna \| \| I Belong to You (Il ritmo della passione) Eros Ramazzotti, Claudio Guidetti, Kara DioGuardi, Giuseppe Rinaldi, Anastacia L. Newkirk \| 5 \| Telegramm für X Xavier Naidoo \| \| Unfaithful Rihanna Tor Erik Hermansen, Mikkel Storleer Eriksen, Shaffer Smith \| 6 \| Fly Zucchero \| \| Big City Life Mattafix Preetesh Hirji, Marlon Roudette \| 7 \| Piece by Piece Katie Melua \| \| Because of You Kelly Clarkson Kelly Brianne Clarkson, Ben Moody, David Hall Hodges \| 8 \| I’m Not Dead Pink \| \| Maneater Nelly Furtado Floyd Nathaniel Hills, Timothy Z. Mosley, Nelly Kim Furtado, Jimm Bean \| 9 \| Loose Nelly Furtado \| \| Hung Up Madonna Björn K. Ulvaeus, Benny Goran Bror Andersson, Stuart David Price, Madonna L. Ciccone \| 10 \| Amarantine Enya \| |                                           |                                           |                                           |          |
| ← 2005 |                                           |                                           |                                           | → 2007 → |
| Singles | Position#                                 | Alben                                     |                                           |          |
| Hips Don’t Lie Shakira feat. Wyclef Jean Omar Alfanno, Jerry Duplessis, Wyclef Jean, Shakira Isabel Mebarak, Latavia Chufon Parker, Luis Diaz | 1                                         | Stadium Arcadium Red Hot Chili Peppers    |                                           |          |
| Crazy Gnarls Barkley Musik: Brian Joseph Burton, Thomas DeCarlo Callaway, Gian Franco Reverberi, Gian Piero Reverberi; Text: Brian Joseph Burton, Thomas DeCarlo Callaway | 2                                         | Intensive Care Robbie Williams            |                                           |          |
| Love Generation Bob Sinclar presents Goleo VI feat. Gary „Nesta“ Pine Musik: Christophe Le Friant, Alain Wisniak, Jean-Guy Georges Schreiner; Text: Gary D. Pine, Duane Charles Harden | 3                                         | Back to Bedlam James Blunt                |                                           |          |
| Bring en hei Baschi Roman Camenzind, Sebastian Bürgin | 4                                         | Confessions on a Dance Floor Madonna      |                                           |          |
| I Belong to You (Il ritmo della passione) Eros Ramazzotti, Claudio Guidetti, Kara DioGuardi, Giuseppe Rinaldi, Anastacia L. Newkirk | 5                                         | Telegramm für X Xavier Naidoo             |                                           |          |
| Unfaithful Rihanna Tor Erik Hermansen, Mikkel Storleer Eriksen, Shaffer Smith | 6                                         | Fly Zucchero                              |                                           |          |
| Big City Life Mattafix Preetesh Hirji, Marlon Roudette | 7                                         | Piece by Piece Katie Melua                |                                           |          |
| Because of You Kelly Clarkson Kelly Brianne Clarkson, Ben Moody, David Hall Hodges | 8                                         | I’m Not Dead Pink                         |                                           |          |
| Maneater Nelly Furtado Floyd Nathaniel Hills, Timothy Z. Mosley, Nelly Kim Furtado, Jimm Bean | 9                                         | Loose Nelly Furtado                       |                                           |          |
| Hung Up Madonna Björn K. Ulvaeus, Benny Goran Bror Andersson, Stuart David Price, Madonna L. Ciccone | 10                                        | Amarantine Enya                           |                                           |          |